# Cymbopetalum parviflorum
Cymbopetalum parviflorum är en kirimojaväxtart som beskrevs av Nancy A. Murray. Cymbopetalum parviflorum ingår i släktet Cymbopetalum, och familjen kirimojaväxter. Inga underarter finns listade i Catalogue of Life.